# نسرين بلوط
نسرين ياسين بلوط (مواليد 3 تموز 1979، بيروت) شاعرة وروائية وناقدة لبنانية لها من الشعر ثلاث دواوين: أرجوان الشاطئ صادر عن دار لبنان للطباعة والنشر عام 2010، ورؤيا في بحر الشوق صادر عن الجزائر عام 2011، ومهَرّبة كلماتي إليك صادر عن دار مكتبة التراث الأدبي 2013، بالإضافة إلى كتابة الروايات والقصص القصيرة. تخرجت من جامعة أتاوا الكندية سنة 2002. صدرت لها ثلاث روايات: رواية بعنوان مساؤك ألم عن دار سما للطباعة والنشر ورواية بعنوان الخطيئة عن دار ناريمان للطباعة والنشر ورواية بعنوان سرير الغجري عن دار مدارك.

## عنها
فائزة بالجائزة الأولى عن كل مدارس لبنان في مسابقة نظمتها رابطة لابلياد في لبنان عن عام 1993. واشترك فيها ما يقارب المئة وستون مدرسة رسمية وخاصة. وكان بين أعضاء لجنة الحكم: الأديب الراحل سهيل إدريس صاحب دار الآداب للطباعة والنشر، والشاعر محمد علي شمس الدين، والشاعرة الدكتورة نور سلمان، والشاعر الراحل جورج سلمان.
وتم تكريمها في حفل خاص في مسرح ذوق مصبح في بيروت.
هاجرت إلى كندا فترة وكتبت في عدة مجلات وجرائد اغترابية مثل جريدة المهاجر والمغترب وغيرها.
عادت إلى لبنان عام 2003.
عضو في اتحاد الكتاب اللبنانيين في لبنان.
تكتب في عدد من المجلات والجرائد الورقية والالكترونية..مثل مجلة اليمامة ومجلة دبي الثقافية ومجلة اليمامة ومجلة الشراع اللبنانية وجرائد لبنانية ومغربية بالإضافة إلى المواقع الالكترونية من بلدان مختلفة.
نشرت لها عدة مقابلات في مجلة الصدى ومجلة المنارة دبي ومجلة روتانا ومجلة سيدتي وعدد من المجلات والجرائد الأخرى.
عضو في اتحاد الكتاب اللبنانيين.
شاركت في عدد من المهرجانات والأمسيات الشعري في وطني لبنان وخارجه في الجزائر المغرب وتونس.
مهرجان فاس المغرب- مهرجان بوسالم تونس- الصالون الادبي في سوسة- الصالون الادبي في توزر- امسيات في كازابلانكا المغرب- امسيات في نادي الاعلام الثقافي في الجزائر ونادي الجاحظية وضيفة شرف في الصالون الدولي للجزائر.
التخصص الجامعي: إدارة أعمال من جامعة أوتاوا، كندا.